# Narciso Yepes
Narciso Yepes (Lorca, 1927. november 14. – Murcia, 1997. május 3.) spanyol zeneszerző és gitárművész.
Szerzői azonosítója IPI 00042023338

## Felvételei (válogatás)
Felvételei Archiválva 2012. december 8-i dátummal az Archive.is-en a Deutsche Grammophon Gesellschaft-nál.
- "La Fille aux Yeux d'Or" (original film soundtrack) (Fontana, 460.805)
- "Narciso Yepes: Bacarisse/Torroba" (Concertos) (London, CCL 6001)
- "Jeux Interdits" (Original film soundtrack) (London, Kl 320)
- "Narciso Yepes: Recital" (London, CCL 6002)
- "Falla/Rodrigo" (Concierto de Aranjuez) (London, CS 6046)
- "Spanish Classical Guitar Music" (London, KL 303)
- "Vivaldi/Bach/Palau" (Conciertos & Chaconne)(London, CS 6201)
- "Guitar Recital: Vol. 2" (London, KL 304)
- "Rodrigo/Ohana" (Concertos) (London, CS 6356)
- "Guitar Recital: Vol. 3" (London, KL 305)
- "The World of the Spanish Guitar Vol. 2" (London, STS 15306)
- "Simplemente" (re-release of early recordings) (MusicBrokers, MBB 5191)
- "Guitar Music Of Spain" (LP Contour cc7584)
- "Recital Amerique Latine & Espagne" (Forlane, UCD 10907)
- "Les Grands d'Espagne, Vol. 4" (Forlane, UM 3903)
- "Les Grands d'Espagne, Vol. 5" (Forlane, UM 3907)
- "Fernando Sor – 24 Etudes" (Deutsche Grammophon, 139 364)
- "Spanische Gitarrenmusik aus fünf Jahrhunderten, Vol. 1" (Deutsche Grammophon, 139 365)
- "Spanische Gitarrenmusik aus fünf Jahrhunderten, Vol. 2" (Deutsche Grammophon, 139 366)
- "Joaquín Rodrigo: Concierto de Aranjuez, Fantasía para un Gentilhombre" (Deutsche Grammophon, 139 440)
- "Rendezvous mit Narciso Yepes" (Deutsche Grammophon, 2538 106)
- "Luigi Boccerini: Gitarren-Quintette" (Deutsche Grammophon, 2530 069 & 429 512–2)
- "J.S. Bach – S.L. Weiss" (Deutsche Grammophon, 2530 096)
- "Heitor Villa-Lobos" (Deutsche Grammophon, 2530 140 & 423 700–2)
- "Música Española" (Deutsche Grammophon, 2530 159)
- "Antonio Vivaldi" (Concertos) (Deutsche Grammophon, 2530 211 & 429 528–2)
- "Música Catalana" (Deutsche Grammophon, 2530 273)
- "Guitarra Romantica" (Deutsche Grammophon, 2530 871)
- "Johann Sebastian Bach: Werke für Laute" (Works for Lute – Complete Recording on Period Instruments) (Deutsche Grammophon, 2708 030)
- "Francisco Tárrega" (Deutsche Grammophon, 410 655–2)
- "Joaquín Rodrigo" (Guitar Solos) (Deutsche Grammophon, 419 620–2)
- "Romance d'Amour" (Deutsche Grammophon, 423 699–2)
- "Canciones españolas I" (Deutsche Grammophon, 435 849–2)
- "Canciones españolas II" (Deutsche Grammophon, 435 850–2)
- "Rodrigo/Bacarisse" (Concertos) (Deutsche Grammophon, 439 5262)
- "Johann Sebastian Bach: Werke für Laute" (Works for Lute – Recording on Ten-String Guitar) (Deutsche Grammophon, 445 714–2 & 445 715–2)
- "Rodrigo/Halffter/Castelnuovo-Tedesco" (Concertos) (Deutsche Grammophon, 449 098-2)
- "Domenico Scarlatti: Sonatas" (Deutsche Grammophon, 457 325–2 & 413 783–2)
- "Guitar Recital" (Deutsche Grammophon, 459 565–2)
- "Asturias: Art of the Guitar" (Deutsche Grammophon, 459 613–2)
- "Narciso Yepes" (Collectors Edition box set) (Deutsche Grammophon, 474 667–2 to 474 671–2)
- "20th Century Guitar Works" (Deutsche Grammophon)
- "Guitar Music of Five Centuries" (Deutsche Grammophon)
- "G.P. Telemann" (Duos with Godelieve Monden) (Deutsche Grammophon)
- "Guitar Duos" (with Godelieve Monden) (BMG)
- "Leonardo Balada: Symphonies" ('Persistencies') (Albany, TROY474)
- "The Beginning of a Legend: Studio Recordings 1953/1957" (Istituto Discografico Italiano, 6620)
- "The Beginning of a Legend vol. 2: Studio Recordings 1960" (Istituto Discografico Italiano, 6625)